# أندرو ولفيرتون
أندرو ولفيرتون (بالإنجليزية: Andrew Wolverton)‏ هو لاعب كرة قدم أمريكي، ولد في 4 يونيو 1993 في أتلانتا في الولايات المتحدة. شارك مع منتخب الولايات المتحدة تحت 18 سنة لكرة القدم. أما مع النوادي، فقد لعب مع لوس أنجلوس غلاكسي.

## وصلات خارجية
- أندرو ولفيرتون على موقع الدوري الأمريكي (الإنجليزية)
- أندرو ولفيرتون على موقع قاعدة بيانات كرة القدم.إي يو (الإنجليزية)
- أندرو ولفيرتون على موقع Soccerway.com (الإنجليزية)
- أندرو ولفيرتون على موقع AS.com (الإسبانية)